# Jagapura
Jagapura är en administrativ by i Indonesien.   Den ligger i provinsen Jawa Tengah, i den västra delen av landet, 240 km öster om huvudstaden Jakarta.